# Caterina Sagna
Pour les articles homonymes, voir Sagna.
Caterina Sagna, née en avril 1961 à Turin en Italie, est une chorégraphe italienne de danse contemporaine.

## Biographie
Caterina Sagna est née en 1961 à Turin et est formée à la danse, le théâtre, la musique et le mime.
Elle commence la danse, comme interprète, dans la compagnie Sutki de sa mère, Anna Sagna, à l'âge de quatre ans. Elle a été pendant 7 ans, de 1980 à 1987, une des interprètes de la chorégraphe Carolyn Carlson, tout d'abord au théâtre La Fenice de Venise, puis à Paris. Elle collabore également durant cette période avec Jorma Uotinen.
En 1987, elle fonde en Italie sa première compagnie, intitulée Nadir, et base alors ses créations chorégraphiques essentiellement à partir de textes théâtraux ou littéraires. En 2000, elle fonde sa deuxième compagnie, L'Associazione Compagnia Caterina Sagna, et s'établit en résidence à Rennes en 2005. En 2009, elle fonde avec sa sœur Carlotta Sagna une compagnie commune à leur nom, Carlotta & Catarina Sagna,.

## Principales chorégraphies
- 1988 : Lemercier d'après Les Bonnes de Jean Genet
- 1990 : Lenz d'après La Voix humaine de Jean Cocteau
- 1991 : Quaderni in ottavo d'après le Journal intime de Kafka
- 1993 : Le passé est encore à venir d'après Les Élégies de Duino de Rainer Maria Rilke
- 1994 : Isoi en collaboration avec Carlotta Sagna
- 1995 : La Migration des sens d'après Les Écrits de Paul Valéry
- 1999 : La Testimone en collaboration avec Carlotta Sagna et des textes originaux de Lluïsa Cunillé
- 1998 : Exercices spirituels d'après Ignace de Loyola
- 1999 : Cassandra
- 2000 : La Signora
- 2001 : Sorelline et Transgedy
- 2002 : Relation publique en collaboration avec Carlotta Sagna
- 2004 : Heil Tanz ! en collaboration avec Carlotta Sagna
- 2006 : Basso Ostinato
- 2008 : P.O.M.P.E.I en collaboration avec Viviane De Muynck
- 2010 : Nuda Vita en collaboration avec Carlotta Sagna
- 2012 : Bal en Chine

## Prix et distinctions
- 2002 : Prix SACD du Nouveau Talent chorégraphe
- 2007 : Grand Prix de la danse du Syndicat de la critique pour Basso ostinato[6]